# Brihiri
Brihiri este o comună din departamentul Lakota, regiunea Sud-Bandama, Coasta de Fildeș.